# 保罗·纳托普

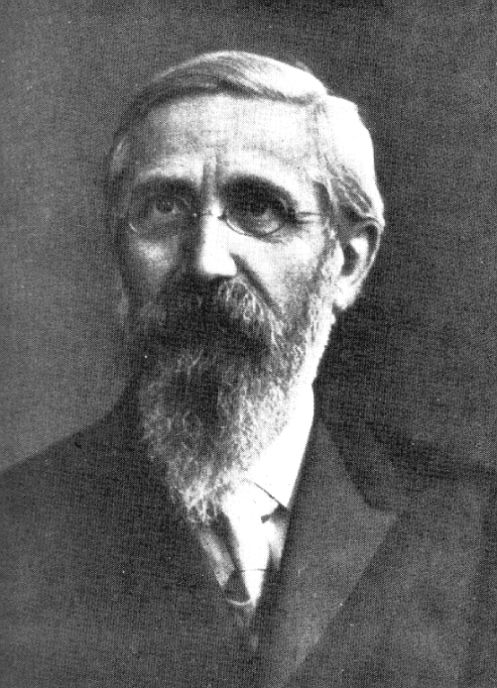
保罗·纳托普

保罗·吉哈德·纳托普（Paul Gerhard Natorp，1854年1月24日—1924年8月17日），德国哲学家和教育家，通常被看作是新康德主义马堡学派的联合创始人之一。纳托普也被视为柏拉图研究的权威。

## 生平
保罗·纳托普出生于杜塞尔多夫，父亲是新教牧师阿德尔伯特·纳托普，母亲是埃米莉·凯勒。从1871年起，纳托普在柏林、波恩和斯特拉斯堡学习音乐、历史、古典文学和哲学。1876年纳托普在斯特拉斯堡完成了他的论文，师从哲学家恩斯特·拉斯，并于1881年在新康德主义者赫尔曼·科恩完成了他的任教资格论文。在1885年，他成为马堡大学助理教授，并在1893年成为哲学和教育学的正教授，直至他1922年退休都在此任职。在1923年24月的冬季学期，纳托普与马丁·海德格尔开展了密切的交流。这时海德格尔已经来到马尔堡，纳托普很早就读过他关于邓斯·司各脱的作品。 1887年，纳托普和他的堂姐妹海琳·纳托普结婚；他们有五个孩子。 纳托普还是一位雄心勃勃的作曲家，主要写作室内音乐（包括大提琴奏鸣曲，小提琴奏鸣曲和钢琴三重奏）。他还写了一百首歌曲和两首合唱作品。他与约翰内斯·勃拉姆斯进行了通信，勃拉姆斯劝他放弃成为一名专业的作曲家。
纳托普对汉斯-格奥尔格·伽达默尔的早期著作有所影响，对现象学之父埃德蒙德·胡塞爾的思想更是产生了深远的影响。他的学生有哲学家和历史学家恩斯特·卡西尔、化学家奥托·哈恩和作家齊瓦哥醫生、鮑里斯·帕斯捷爾納克。

## 著作
- Descartes' Erkenntnistheorie. Eine Studie zur Vorgeschichte des Kriticismus. 1882. E-Book: Berlin 2014, ISBN 978-3-944253-04-6
- Sozialpädagogik (1899)
- Logik in Leitsätzen (1904)
- Gesammelte Abhandlungen zur Sozialpädagogik (3 volumes, 1907)
- Pestalozzi. Leben und Lehre (1909)
- Die logischen Grundlagen der exakten Wissenschaften (1910)
- Philosophie; ihr Problem und ihre Probleme (1911), new edition: Edition Ruprecht, Göttingen 2008 (ed. and introduction by Karl-Heinz Lembeck), ISBN 978-3-7675-3055-3
- Sozialidealismus (1920)
- Beethoven und wir (1920)
- "Platos Ideenlehre" (1921)
- Allgemeine Logik (in: Flach und Holzhey, Erkenntnistheorie und Logik im Neukantianismus, 1979)